# Ronald Fuentes
Ronald Hugo Fuentes Núñez (Santiago, 1969. június 22. –) chilei válogatott labdarúgó.

## Pályafutása

### Klubcsapatban
1983 és 1988 között a Cobresal csapatában játszott. 1994-től 2001-ig az Universidad Chile játékosa volt, melynek tagjaként négy bajnoki címet (1994, 1995, 1999, 2000) szerzett. 

### A válogatottban
1991 és 2001 között 50 mérkőzésen szerepelt a chilei válogatottban és 1 gólt szerzett. Részt vett az 1991-es és az 1995-ös Copa Américán, valamint az 1998-as világbajnokságon, ahol a chileiek összes mérkőzésén kezdőként lépett pályára.

### Edzőként
2002 és 2007 között az Universidad Chile utánpótlásában dolgozott. 2007 és 2008 között a CD Melipilla, 2008 és 2009 között a Deportes Iberia csapatát edzette. 2010 és 2011 között az Unión Española U20-as csapatának volt az edzője. 2012-től 2014-ig a Deportes Iberia vezetőedzője volt. Később dolgozott még az Universidad de Concepción, az Unión Española, a Santiago Wanderers, a Rangers de Talca, az Audax Italiano és a Deportes Magallanes együttesénél.    

## Sikerei, díjai
Universidad de Chile
- Chilei bajnok (4): 1994, 1995, 1999, 2000

Chile
- Copa América bronzérmes (1): 1991